# Sydney Lucas
Sydney Ellen Lucas (Atlanta, 11 luglio 2003) è un'attrice statunitense.
È nota soprattutto per aver interpretato Alison Bechdel "da bambina" nel musical candidato al Premio Pulitzer per la drammaturgia Fun Home con Michael Cerveris, Beth Malone e Judy Kuhn. Ha lavorato in questo musical dalla sua prima produzione nell'Off Broadway nell'ottobre 2012, poi ancora nell'Off Broadway nel 2013 e al debutto a Broadway del musical nel 2015. Per la sua interpretazione è stata candidata al Tony Award alla miglior attrice non protagonista in un musical e al Drama Desk Award e ha vinto l'Obie Award e al Theatre World Award.

## Filmografia

### Cinema
- Imogene - Le disavventure di una newyorkese (Girl Most Likely), regia di Shari Springer Berman e Robert Pulcini (2012)
- Uniti per sempre (The Skeleton Twins), regia di Craig Johnson (2014)
- Tutto può accadere a Broadway (She's Funny That Way), regia di Peter Bogdanovich (2014)

### Televisione
- The Son - Il figlio (The Son) – serie TV, 20 episodi (2017-2019)